# Bror Kanin

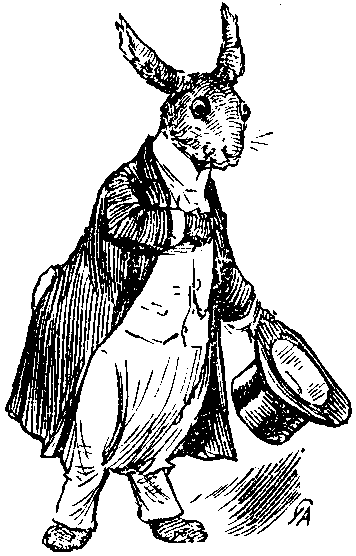
Illustration av Bror Kanin från Punch, Or The London Charivari 1892

Bror Kanin (Br'er Rabbit) är huvudfiguren i flera folksagor, med ursprung i den afroamerikanska muntliga traditionen i sydöstra USA. I vissa av berättelserna har han även förnamnet Riley.
Bror Kanin är i sagorna en skojare som driver med sin omgivning, en typisk trickster, vilket har lagts fram som en förklaring till berättelsernas popularitet bland de amerikanska slavarna under 1700- och 1800-talet.
På 1800-talet sammanställdes flertalet av sagorna av Robert Roosevelt, farbror till Theodore Roosevelt, och publicerades i tidningen Harper's Magazine. 1879 började de även tryckas i dagstidningen Atlanta Constitution (nuvarande Atlanta Journal-Constitution), denna gången sammanställda och redigerade av Joel Chandler Harris, och 1881-1905 samlades Harris berättelser i flera böcker: Uncle Remus: His Songs and Sayings (1881), Nights with Uncle Remus (1883), Uncle Remus and His Friends (1892), och Uncle Remus and the Little Boy (1905).
Harris böcker kom sedermera att filmatiseras av Disney, som 1947 släppte filmen Sången om Södern baserad på berättelserna om Bror Kanin. I kölvattnet av denna film produceras det än idag Disneyserier med Bror Kanin.[källa behövs] I Disneys version har figurens vassaste kanter dock slipats av, han har blivit något av en slacker och hans värld har flutit in i världen kring figuren Lilla Vargen.